# Гатчинская епархия
Га́тчинская и Лужская епархия — епархия Русской православной церкви, объединяющая приходы и монастыри в границах Волосовского, Гатчинского, Кингисеппского, Ломоносовского, Лужского, Сланцевского и Тосненского районов и Сосновоборского городского округа Ленинградской области. Входит в состав Санкт-Петербургской митрополии.

## История
Гатчинское викариатство Санкт-Петербургской епархии было учреждено 6 октября 2008 года решением Священного Синода Русской Православной Церкви с назначением на неё епископа Амвросия (Ермакова) и поручением ему ректорства в Санкт-Петербургских духовных академии и семинарии.
12 марта 2013 года была учреждена самостоятельная Гатчинская епархия, будучи выделена из состава Санкт-Петербургской епархии. Одновременно Гатчинская епархия была включена в состав новоучрежденной Санкт-Петербургской митрополии.

## Епископы
Гатчинское викариатство Санкт-Петербургской епархии
- Амвросий (Ермаков) (6 октября 2008 — 12 марта 2013)

Гатчинская епархия
- Митрофан (Осяк) (с 23 марта 2013)

## Благочиния
Епархия разделена на 9 церковных округов:
| Округ                           | Благочинный                      | Центральный храм                                              | Территория          |
| ------------------------------- | -------------------------------- | ------------------------------------------------------------- | ------------------- |
| Волосовское благочиние          | иерей Иоанн Прус                 | Храм Александра Невского в Волосове                           | Волосовский район   |
| Гатчинское городское благочиние | протоиерей Владимир Феер         | Павловский собор в Гатчине                                    | город Гатчина       |
| Гатчинское районное благочиние  | протоиерей Владимир Вафин        | Церковь Петра и Павла в Вырице                                | Гатчинский район    |
| Кингисеппское благочиние        | иеромонах Пантелеимон (Вахрушев) | Екатерининский собор в Кингисеппе                             | Кингисеппский район |
| Ломоносовское благочиние        | протоиерей Сергий Дегтярев       |                                                               | Ломоносовский район |
| Лужское благочиние              | протоиерей Николай Денисенко     | Казанский собор в Луге                                        | Лужский район       |
| Сланцевское благочиние          | протоиерей Алексей Гришанов      |                                                               | Сланцевский район   |
| Сосновоборское благочиние       | протоиерей Стефан Витько         | Собор иконы Божией Матери «Неопалимая Купина» в Сосновом Бору | город Сосновый Бор  |
| Тосненское благочиние           | протоиерей Николай Аксёнов       | Храм Николая Чудотворца в Саблине                             | Тосненский район    |

## Монастыри
Мужские
- Череменецкий Иоанно-Богословский монастырь на Череменецком озере в Лужском районе
- Макарьевская пустынь в Тосненском районе

Женские
- Пятогорский Богородицкий монастырь в деревне Курковицы Волосовского района
- Мариинский Волхоновский монастырь в деревне Вохоново Гатчинского района
- Поречский Покрова Пресвятой Богородицы монастырь в деревне Козья Гора Сланцевского района

Недействующие
- Зверинский Троицко-Сергиевский монастырь в селе Зверино Гатчинского района
- Покровский-Никольский с городища Хотчинский монастырь в Гатчине
- Спасский Чащинский монастырь в посёлке Чаща Гатчинского района
- Харлампиев монастырь в Гатчине
- Богородицкая Елисеева пустынь на реке Систи в Кингисеппском районе
- Гремячая Пустынь в деревне Городец Лужского района
- Ильинский Череменский монастырь в селе Черемна Лужского района
- Никольский монастырь с Клинска Тесовска в деревне Усадище Лужского района
- Покрова Богородицы в деревне Ящере Лужского района
- Спасский Сяберский монастырь в селе Сяберо Лужского района
- Успенский Тесовский женский монастырь в деревне Бережок Лужского района
- Ильинский мужской монастырь в деревне Монастырёк Сланцевского района
- Никольский монастырь в деревне Савиновщины Сланцевского района
- Никольский Польский монастырь в городе Сланцы
- Николаевский Коровьеручьёвский монастырь в Тосненском районе
- подворье Моквинского успенского женского монастыря в Вырице
- женский Спасский монастырь, на посаде, в г. Кингисеппе
- Пятницкий монастырь (Новопятницкое, Кингисеппский район)
- Николаевский женский на реке Суйде (Гатчинский район)
- Спасский мужской монастырь в Копорье (Ломоносовский район)